# نبتو
| nb · t | Z1 | w |

| nb · t | Z1 | w |

نِب‌تو (به انگلیسی: Nebtu) یک زن مصری باستانی و همسر تحوتموس سوم بود.
تصویر او بر روی یک ستون در قبر تحوتموس سوم (قبر کی‌وی۳۴) به نمایش گذاشته شده است که در آن فرعون در حال رهبری یک مراسم تشییع با حضور اعضای خانواده‌اش است – دو همسر بزرگ سلطنتی او، مریت‌رع-حتشپسوت و سات‌یاح، همسر دیگر او نِب‌تو و دخترش نفرتاری. نام‌های سات‌یاح و نفرتاری پس از آنها با لقب «ما-آخرو» (راست‌گفتار) آمده است که نشان می‌دهد این دو در زمان ساخت قبر درگذشته بودند. برخلاف نام دو همسر دیگر، نام نِب‌تو در کارتوش قرار ندارد.
او دارای یک املاکی بود که نب‌آمون مباشر و ناظر آن املاک در قبر تی‌تی۲۴ دفن شده است.